# 레스큐 독
《레스큐 독》(영어: Rescue Dogs)은 2016년에 개봉한 미국의 영화이다.

## 캐스팅
- 폴 하파니미 : 트레이시 역